# Marco de ouro alemão
O marco do ouro alemão, conhecido também como Goldmarkⓘ (ou simplesmente Mark, símbolo: ℳ) foi uma moeda usada pelo Império Alemão de 1873 a 1914. O marco do papel a substituiu na Alemanha em 4 de agosto de 1914 decorrente à Primeira Guerra Mundial.

## História

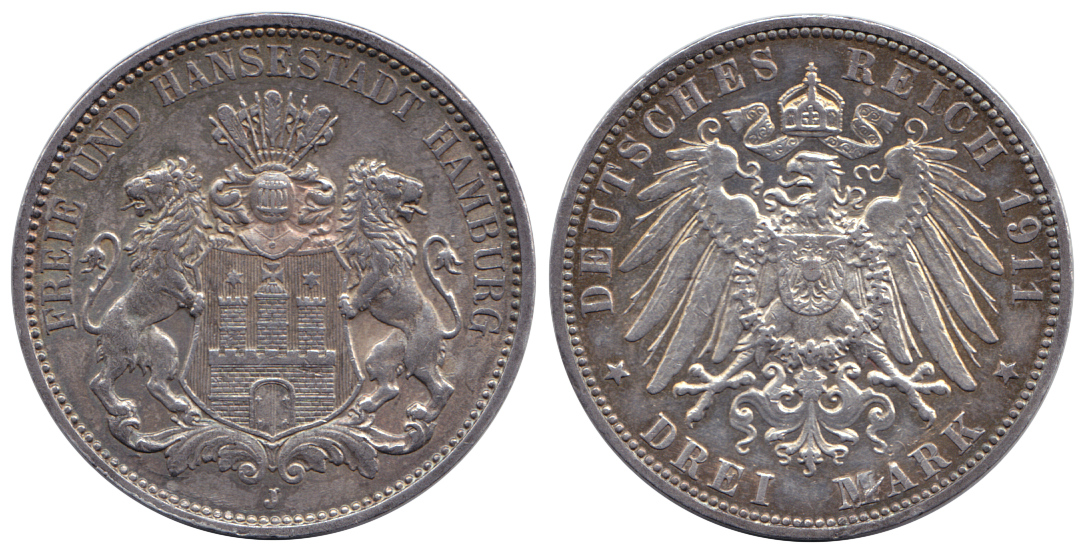
Moeda 3 mark 1911, Hamburgo. Prata.

Antes da unificação em 1870, os diferentes estados alemães emitiam uma variedade de moedas diferentes. A maioria estava ligada ao Vereinsthaler, uma moeda de prata contendo 16 2⁄3 gramas de prata pura. Ao passar de uma moeda padrão prata para uma moeda padrão ouro, os designers do Marco procuraram (i) estabelecer uma relação simples com o Vereinsthaler e (ii) aproximar o valor do Mark Courant, a moeda usada pelas cidades hanseáticas de Hamburgo e Lubeck que igualou 1/3 de um Vereinsthaler. Assim, a proporção de três marcas por Vereinsthaler definiu o conteúdo de ouro da marca. Nessa proporção, os Vereinsthalers tinham curso legal até 1908.

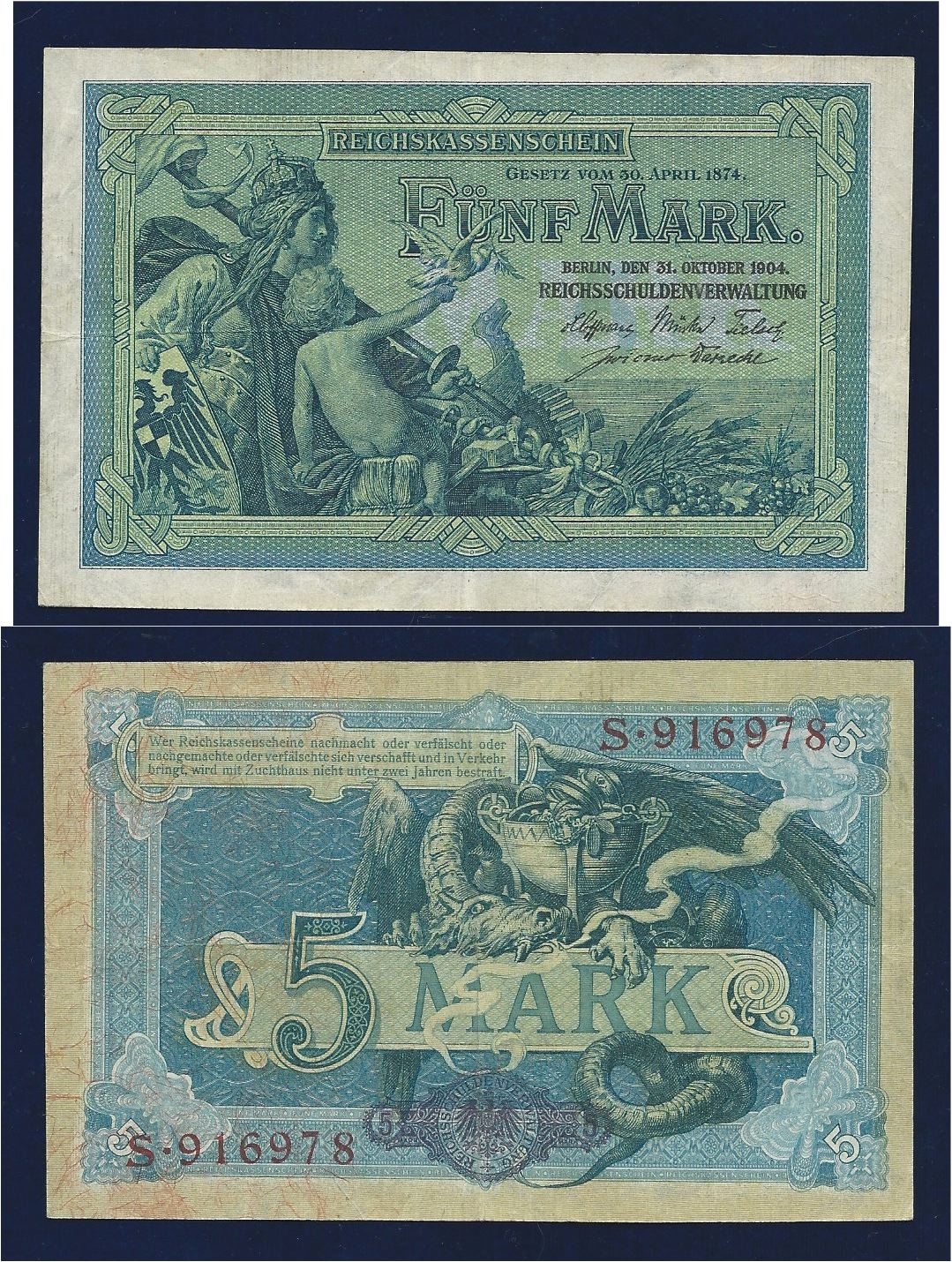
Nota de banco alemão 5 Marcos Art Nouveau de 1904, desenhada por Alexander Zick

O sul da Alemanha tinha usado o Gulden como a unidade padrão de conta, o que valia a pena 4/7 de um Vereinsthaler e, portanto, tornou-se vale a pena 1,71 (1 5⁄7) marcos na nova moeda. Bremen tinha usado um ouro baseado Thaler o qual foi convertido directamente para a marca a uma taxa de 1 ouro Thaler = 3,32 (3 9⁄28) marcas. Hamburgo havia usado sua própria marca antes de 1873. Ela foi substituída pela marca de ouro a uma taxa de 1 marco de Hamburgo = 1,2 marco de ouro.
A partir de 1 de janeiro de 1876, a marca passou a ser a única moeda com curso legal. O nome Goldmark foi criado posteriormente para diferenciá-lo do Papiermark (marca de papel), que sofreu uma séria perda de valor devido à hiperinflação após a Primeira Guerra Mundial (ver inflação na República de Weimar). A marca de ouro estava em um padrão ouro com 2 790 marcas iguais a 1 quilo de ouro puro (1 marca = 358 mg). De 1900 a 1933, os Estados Unidos aderiram a um padrão ouro também, com o valor do dólar sendo fixado a um preço de aproximadamente 1⁄20 onça troy (0,055 onças; 1,6 g) de ouro (uma onça troy de ouro era realmente avaliado em US$ 20,67) O marco ouro, portanto, tinha um valor de aproximadamente US$ 0,25. A hegemonia monetária da época em que o marco ouro estava em uso, entretanto, era a libra esterlina, com £ 1 sendo avaliada em 20,43 marcos ouro.
As indenizações da Primeira Guerra Mundial devidas pela Alemanha foram declaradas em marcos de ouro em 1921, 1929 e 1931. A quantidade real de reparações que a Alemanha foi obrigada a pagar não foram os 132 bilhões de marcos citados na lista de Londres de 1921, mas sim os 50 bilhões de marcos estipulados nas obrigações A e B. O pagamento total real de 1920 a 1931 (quando os pagamentos foram suspensos indefinidamente) foi de 20 bilhões de marcos de ouro alemães, no valor de cerca de US$ 5 bilhões ou GB £ 1 bilhão. A maior parte desse dinheiro veio de empréstimos de banqueiros de Nova York. 

Após a tomada do poder pelos nazistas em 1933, o pagamento das indenizações foi oficialmente abandonado. A Alemanha Ocidental após a Segunda Guerra Mundial não retomou o pagamento das reparações como tal, mas retomou o pagamento da dívida que a Alemanha havia contraído no período entre guerras para financiar seus pagamentos de reparações, pagando o principal dessas dívidas até 1980. Os juros sobre essas dívidas foram liquidados em 3 de outubro de 2010, vigésimo aniversário da reunificação alemã.